# Rombergpark

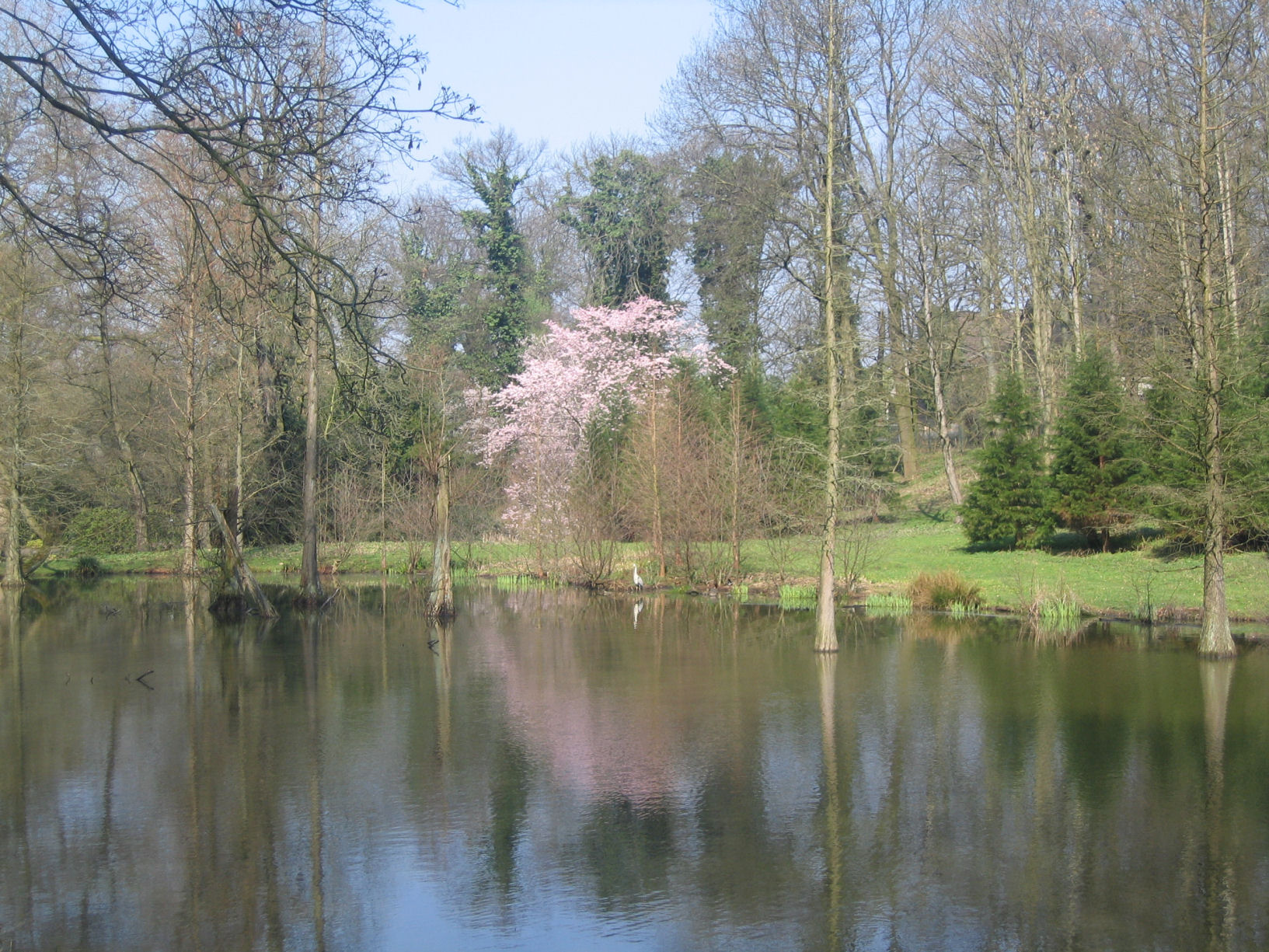
Frühlingsimpressionen mit Fischreiher im Rombergpark

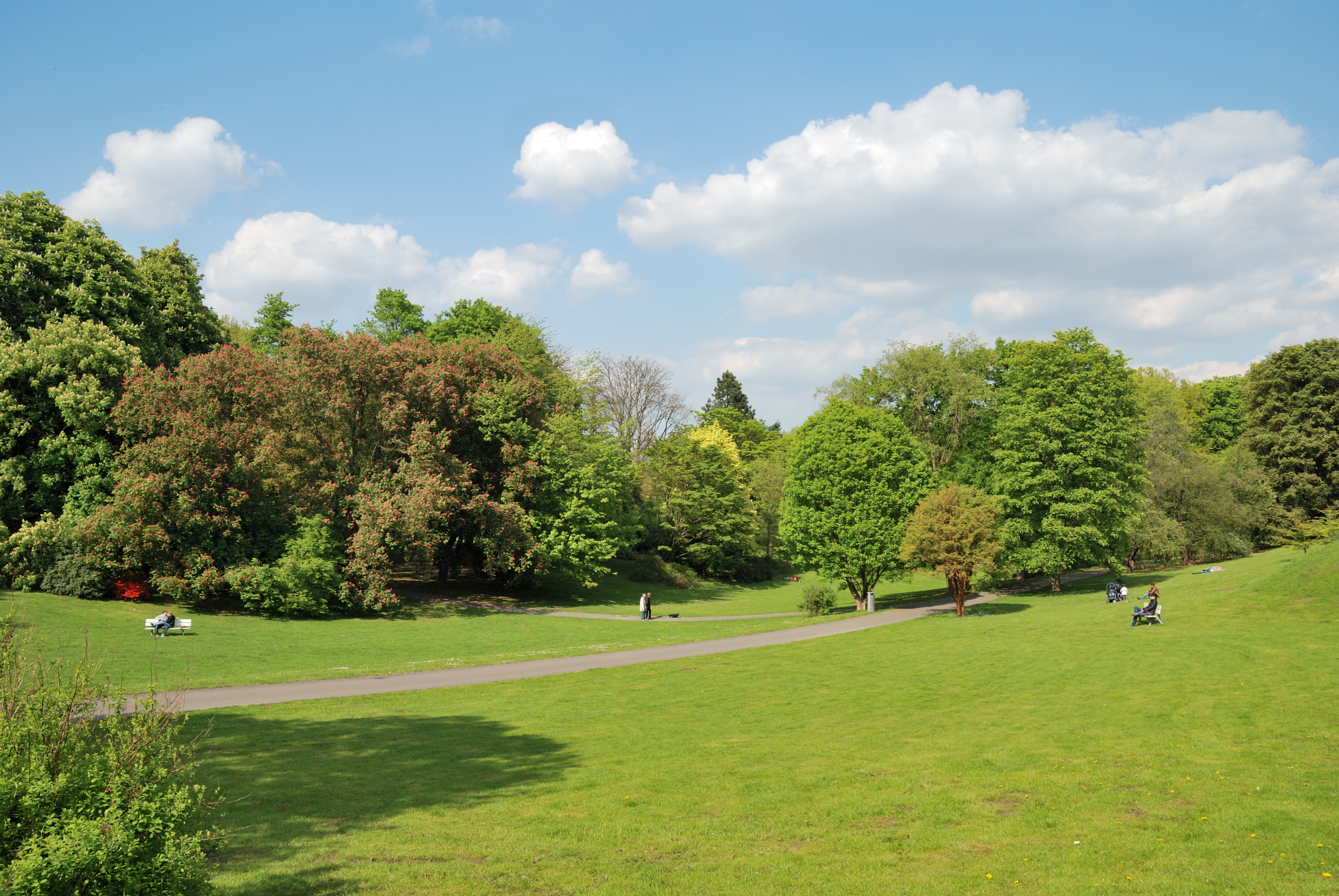
Parklandschaft im Rombergpark

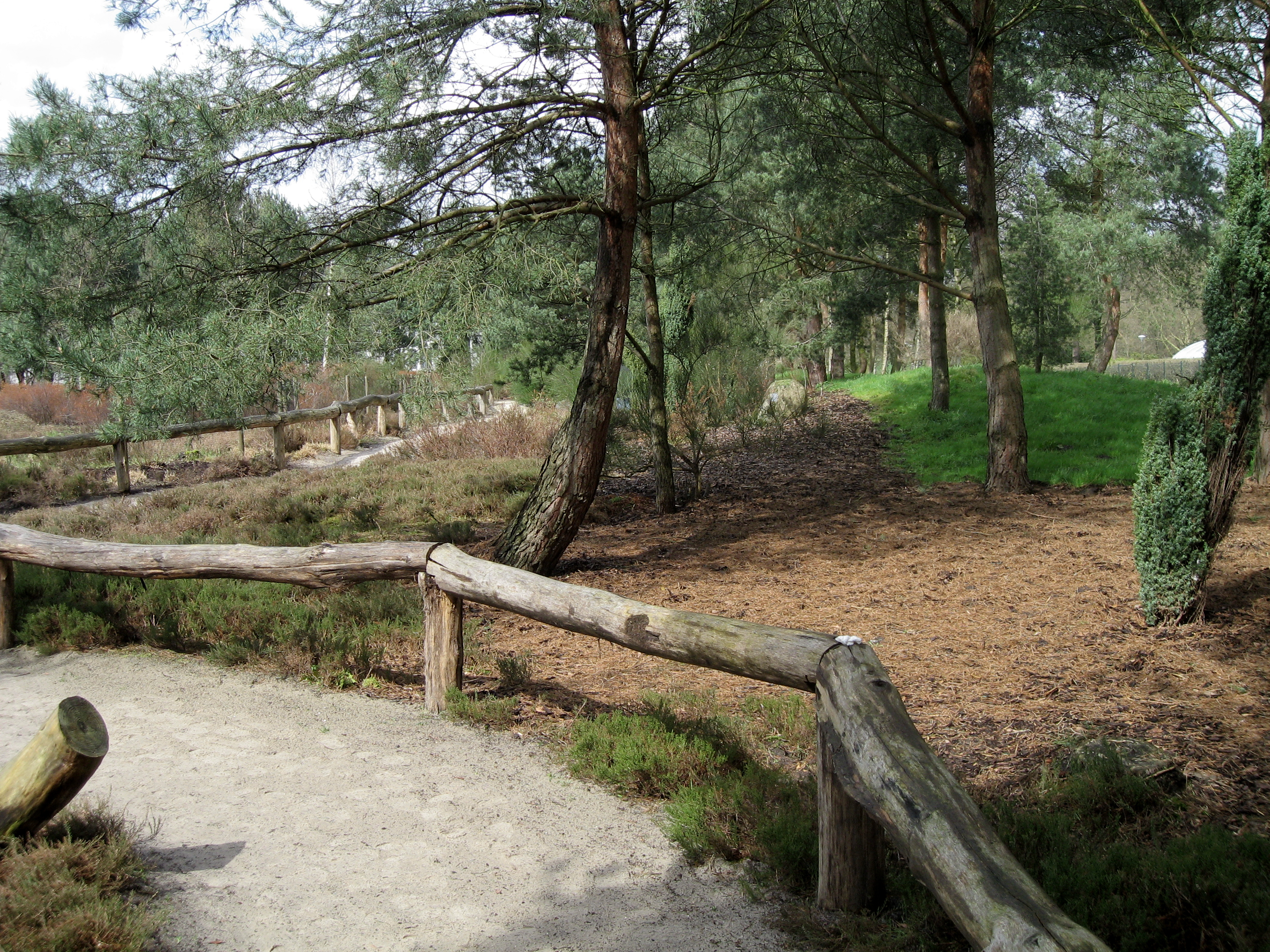
Europas größte künstliche Heide- und Moorlandschaft im Rombergpark

Der Botanische Garten Rombergpark in Dortmund-Brünninghausen ist ein Botanischer Garten der Stadt Dortmund, dessen Besonderheiten seine Arboreten, seine Gehölzsammlungen, sind. Er entstand aus einem alten Landschaftspark, dem Rombergschen Schlosspark, in den ab 1927 der bereits zuvor bestehende Botanische Garten Dortmunds integriert wurde. Der Park mit einer Fläche von 68 ha ist in seiner Gesamtheit seit 2006 Flächendenkmal. Im Jahr 2004 wuchsen rund 4500 Gehölzarten im Rombergpark.

## Lage
Der Rombergpark liegt etwa vier Kilometer südlich der Dortmunder Innenstadt im Stadtteil Brünninghausen. Über den Phoenix-Park am gleichnamigen See ist er mit der Emschertalaue und dem nördlich gelegenen Westfalenpark verbunden. Unmittelbar südlich schließt der Zoo Dortmund an den Rombergpark an. Im Westen grenzt der Park an die Wohnbebauung Brünninghausens und Renninghausens sowie im Südosten an die Siedlungsfläche des Stadtteils Hacheney. Nordöstlich des Parks verläuft die Bundesstraße 54.

## Zugänglichkeit und Erreichbarkeit
Der Park ist an allen Wochentagen rund um die Uhr über mehrere Eingänge zugänglich. Die Gewächshäuser haben eigene Öffnungszeiten. Mit der Stadtbahn erreicht man den Botanischen Garten über den U-Bahnhof Rombergpark oder Hacheney, die Regionalbahn hält direkt am Park im Bahnhof Dortmund-Tierpark.

## Geschichte

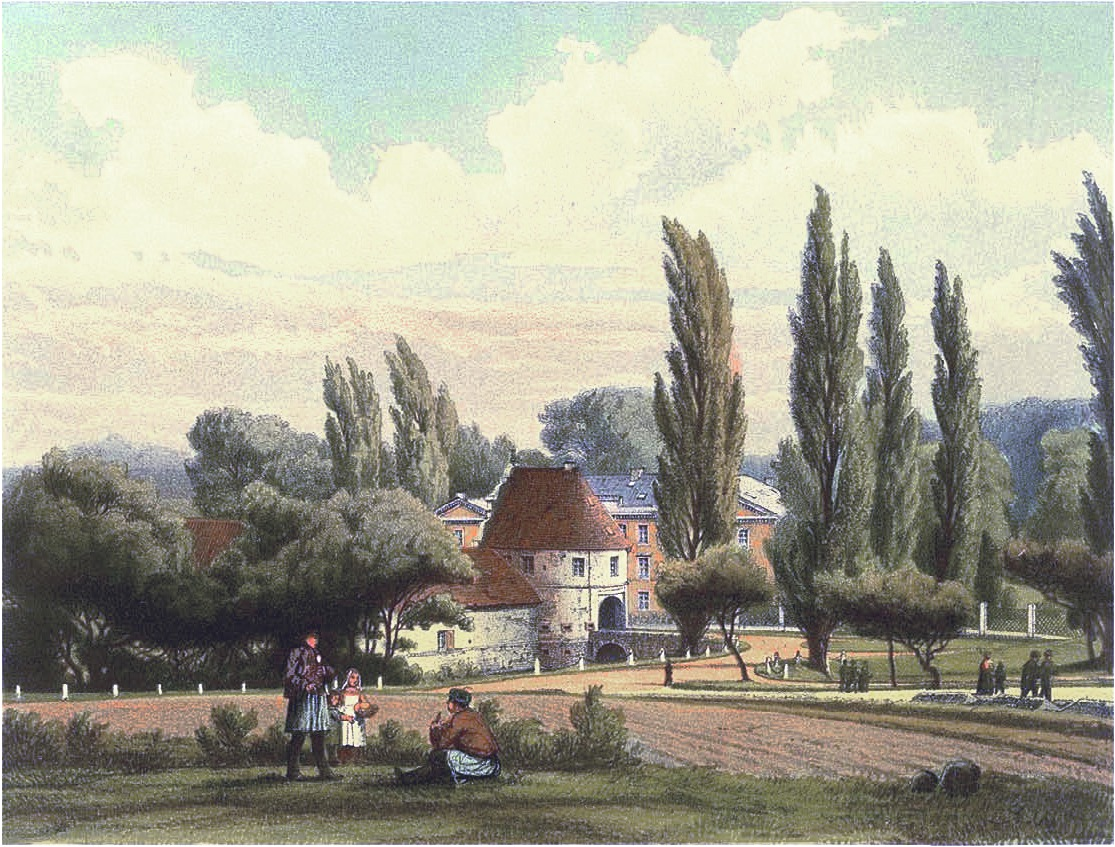
Wasserschloss Brünninghausen um die Mitte des 19. Jh. in der rechten Bildhälfte beginnt der Garten Weyhes

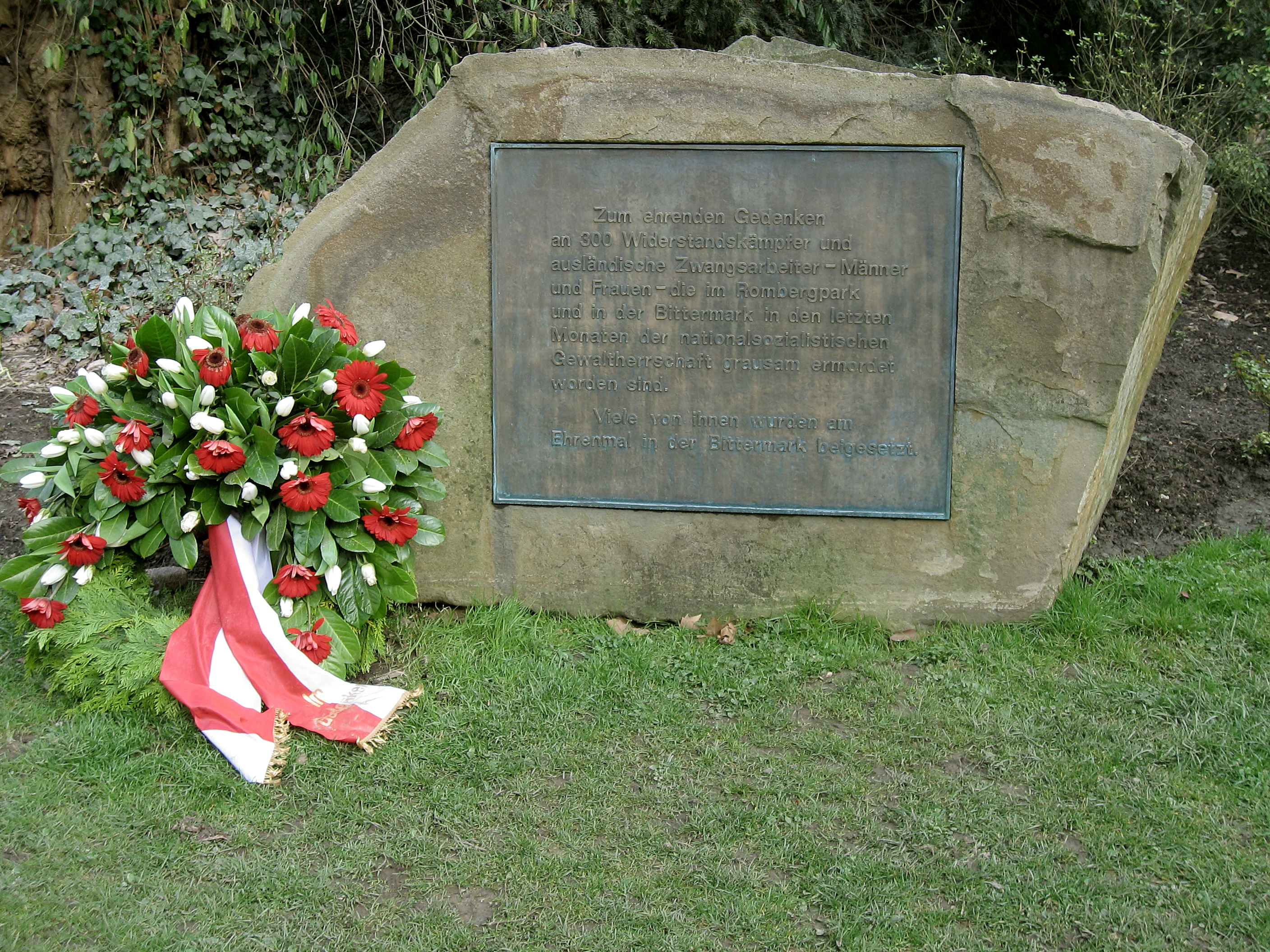
Gedenkstein für die Opfer der Gestapo-Morde

Anfang des 19. Jahrhunderts existierte am Schloss Brünninghausen eine an barocker Geometrie ausgerichtete Gartenanlage.
In der Nähe des Schlosses gab es einen Küchengarten, Gemüsegärten sowie Acker, wie aus der Briefkorrespondenz Gisbert von Rombergs mit dem Gartenarchitekten Maximilian Friedrich Weyhe bekannt ist. Innerhalb des Gartens bestand ein System paralleler Wege. Spuren des Nutzgartens sind im heute als Vogelschutzgebiet ausgewiesenen Areal westlich des Torhauses erhalten. Im Zentrum der Anlage, zwischen Schloss und Nutzgärten, befand sich ein Gartenhaus als point de vue. Nahe dem Schloss existierte südlich ein Teich, gespeist von Schondelle und Pferdebach. Gartenanlage und Teich sind in der Großen Karte von Westphalen von Karl Ludwig von Le Coq aus dem Jahr 1807 bei Haus Brünninghausen eingezeichnet, die zwischen 1796 und 1805 aufgenommen wurde.
Ab 1817 ließ der wirtschaftlich und politisch erfolgreiche Eigentümer des Schlosses das Haus im damals modernen Stil des Klassizismus nach Entwürfen des Architekten von August Reinking umgestalten. Von Reinking stammt ein erster Entwurf zur Anlage eines stilistisch passenden Gartens. Im Rombergpark erhalten ist der Eiskeller, eine Grotte ausgeführt in hellem Bruchsteinmauerwerk, mit vorgestellten dorisierenden Säulen, die nach dem Entwurf des Architekten einen Architrav trugen. Das Torhaus der Schlossanlage des 17. Jahrhunderts wurde stilistisch nicht verändert und zur Verstärkung des romantischen Charakters in die Gartenanlage einbezogen.
In Verbindung mit dem Umbau des Schlosses ließ die Familie des Freiherrn Gisbert Christian Friedrich von Romberg ihr Gelände rund um Haus Brünninghausen zwischen 1817 und 1824  als englischen Landschaftsgarten gestalten. Die Anlage des Parks wurde von Düsseldorfs Hofgärtner Maximilian Friedrich Weyhe geplant und begleitet, der bereits bei anderen Projekten mit Reinking zusammengewirkt hatte. Der Entwurfsplan ist erhalten und liegt in der Abteilung Westfalen des Landesarchivs NRW. Weyhe besuchte Brünninghausen während dieser Zeitphase in der Regel zweimal jährlich um die ausgeführten Arbeiten zu begutachten und Wegeführungen, Bachverlauf und Umrisslinie des Teiches mit Insel, Bogenbrücke und der bis heute erhaltenen Bastei festzulegen, sowie Anweisungen für die Weiterführung der Arbeiten zu geben. Leitender Gärtner bei der Pflanzung des Parks war Jakob Greiß, später Gartendirektor in Köln. Bauwerke im Park wurden von den Architekten Adolf von Vagedes, der nach dem Tod August Reinkings 1819 dessen Arbeit fortführte, und te Stroet entworfen.
Die Allee des Gartens ist zu dem vom Schloss entfernt liegenden Punkt hin verjüngend ausgeführt, um die Tiefenwirkung der Sichtachse künstlerisch zu erhöhen. Dieses Prinzip entwickelte Weyhe speziell in Brünninghausen. Die Wegführung insgesamt ließ den Garten als Teil der natürlichen Landschaft erscheinen. Mitte des 19. Jahrhunderts reichte der Landschaftsgarten entlang der Schondelle vom Schloss südwärts etwa bis zum Rombergsiepen. Gärtnerisch gestaltet war das Bachtal mit seinen Flanken. Das Wegesystem erstreckte sich auf der östliche Seite in das Pferdebachtal und die anschließenden Forste.
1926 erwarb die Stadt Dortmund das Gelände von der Familie von Romberg. Der damalige Dortmunder Stadtgartendirektor, Richard Nose, plante den Landschaftspark um einen Botanischen Garten und ein Arboretum zu ergänzen. Der seit 1887 in der Beurhausstraße am Rande der Innenstadt angesiedelte Botanische Garten wurde in den Rombergpark verlegt und erweitert. Der Weyhe’sche Landschaftsgarten blieb hiervon unberührt. Seit den 1930er Jahren wurde die umfangreiche Gehölzsammlung auf dem westlichen Talhang über der Schondelle angelegt und der Park hierdurch erweitert.
1938 wurde Richard Nose, Mitglied der Freimaurerloge, in den einstweiligen Ruhestand versetzt. Seine Position erhielt der NS-Günstling Konrad Glocker.
1944 wurde der städtische Rombergpark bei Bombenangriffen stark beschädigt. Das Schloss Brünninghausen wurde zerstört.
1945 fanden nach einer Verhaftungswelle in Dortmund unter anderem auch im Romberg’schen Wald östlich vom heutigen Zoo im März und April 1945 Massenexekutionen durch die Gestapo statt. Zum Gedenktag führte das Internationale Rombergparkkomitee 2005 einen Kongress mit Hinterbliebenen, Aktionsgruppen aus anderen Orten, die Schauplatz von Kriegsendphasenverbrechen waren und ausländischen Gästen durch. Die Gedenkstätte Mahnmal Bittermark im Stadtwald Bittermark erinnert ebenfalls an die Verbrechen. Im Botanischen Garten Rombergpark wurde am Eingangsbereich Nord ein symbolischer Gedenkstein für die Opfer erstellt. Als Begleitpflanzung erinnern weiße Strauchrosen an die Geschwister Scholl, die mit der Bezeichnung Weiße Rose bekannt wurden.
Nach dem Zweiten Weltkrieg wurden Teile des Rombergparks der Bevölkerung als Grabeland zur Verfügung gestellt, um die Versorgung mit Lebensmitteln zu verbessern. In den Jahren 1947 und 1948 wurde der Botanische Schulgarten unter der Leitung des wieder im Amt befindlichen Richard Nose in Stand gesetzt. Ab 1949 konnte die gärtnerisch-wissenschaftliche Arbeit des Botanischen Gartens fortgeführt werden. Konrad Glocker legte Anfang der 1950er Jahre einen Plan zur weiteren Entwicklung des Parks vor, in den Ideen Noses mit aufgenommen worden waren. Ausgeführt wurden auf der Grundlage von Noses Planung ein Talrundweg, ein Aussichtsplatz und eine die
Stoffregenallee verlängernde Hauptachse. Neu geplant wurde die Anlage eines Rosengartens, der über eine Terrassenanlage mit neu zu errichtenden Pflanzenschauhäusern verbunden sein sollte.
Die Leitung des Rombergparks übernahm 1950 der Dendrologe Gerd Krüssmann. Die von ihm zusammengetragene, flächenmäßig größte Sammlung an gärtnerischen Ziergehölzen in Europa begründete das internationale Renommee des Parks.
Mitte der 1950er Jahre gewann der Rombergpark im Wettbewerb mit städtischen Gärten von Essen, Köln und Frankfurt am Main die Einrichtung der Zentralstelle für Gehölzsichtung des Bundes deutscher Baumschulen. Die Gründungsversammlung des zugehörigen Kuratoriums fand Anfang 1956 in Dortmund statt. Unter Krüssmanns Leitung wurde daraufhin ein Gehölzsichtungsgarten angelegt.

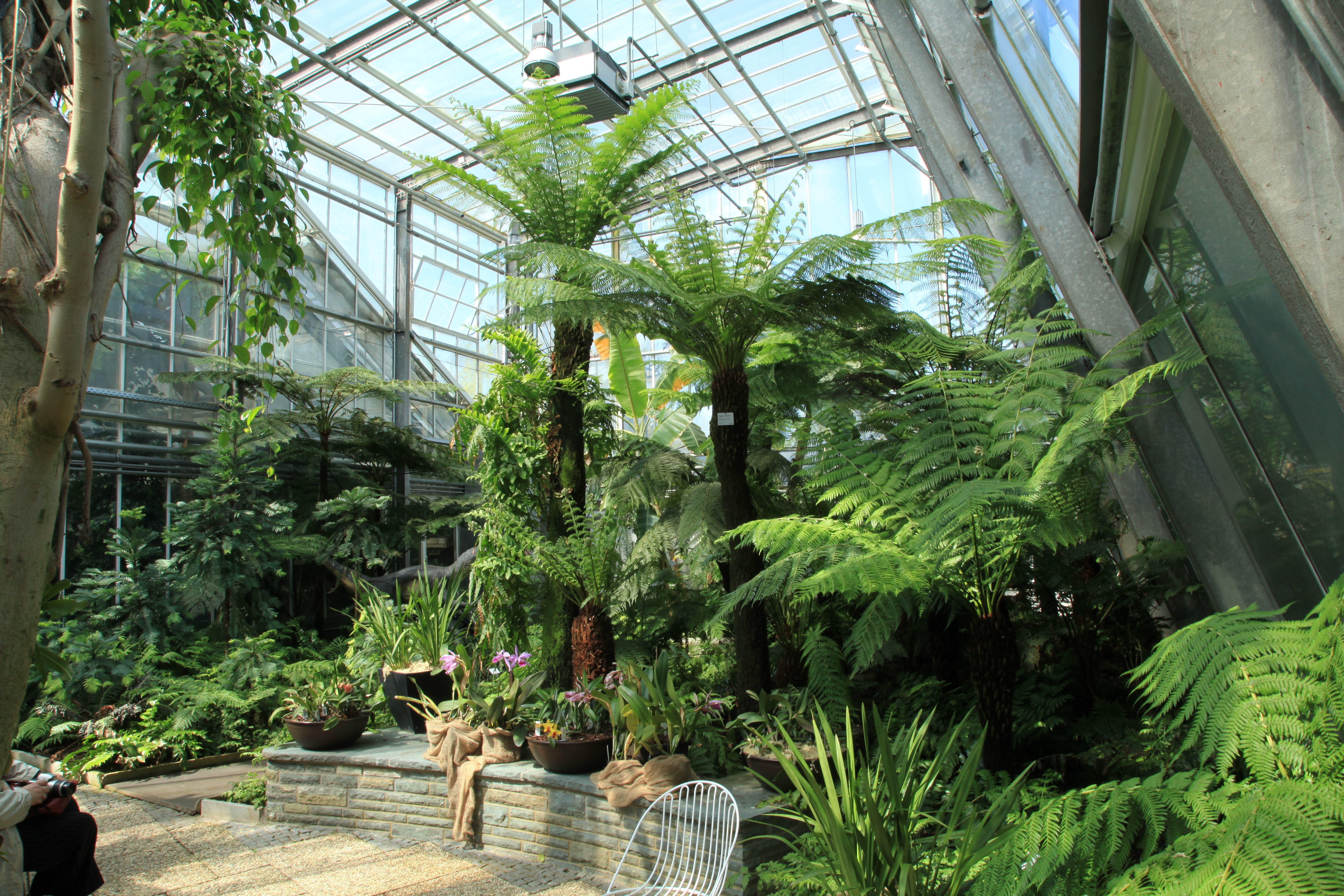
Baumfarne und Wollemien im Pflanzenschauhaus

1958 wurden im südlichen Botanischen Garten die Pflanzenschauhäuser eröffnet: ein Warmhaus, ein Sukkulentenhaus, ein Kalthaus und ein Farnhaus. Sie präsentieren auf einer Fläche von 1100 m² exotische und tropische Pflanzen und Tiere. Die vier Pflanzenschauhäuser und das integrierte Café Orchidee sowie der Botanische Garten als Ganzes sind als Baudenkmale in die Denkmalliste der Stadt Dortmund eingetragen. Zum 50-jährigen Jubiläum der Schauhäuser wurde im zentralen Kohleflorahaus ein Wollemienwald mit 35 Exemplaren der 1994 entdeckten Wollemia nobilis aus Australien gepflanzt.
Nahe dem historischen Torhaus wurden 1958 das Hotel Rombergpark und die Gebäude der Wirtschaftsschulen für Hotellerie und Gastronomie Dortmund WIHOGA errichtet. 1959 wurde das im Zweiten Weltkrieg zerstörte Torhaus des Schlosses Brünninghausen wiederhergestellt. Der Gebäudekomplex der WIHOGA wurde 2008 abgerissen, nachdem diese im Vorjahr einen Neubau auf der nördlichen Seite der Straße Am Rombergpark bezogen hatte. Im Sommer 2007 initiierten Dortmunder Künstler unter dem Titel Heimatdesign noch eine Zwischennutzung mit Design, Mode, Fotoausstellungen, Vernissagen und Gastronomie.
Der Botanische Garten Rombergpark wurde in den Jahren 1975 bis 1990 naturnah gepflegt und entwickelt, die Elemente des englischen Landschaftsparks sind im nördlichen Teil weiterhin prägend. Durch die seit 1951 erfolgte Bepflanzung wird die Fläche als gehölzkundliche Sammlung genutzt. Innerhalb des seit 2006 bestehenden „Gesamt-Denkmalschutzes“ sind alle Stilrichtungen der Parkanlage geschützt.
Der Kunsthistoriker Carsten Seick sah 1996 die Strukturen der Gartengestaltung Weyhes im Rombergpark weitgehend erhalten. Durch die Nutzung des Parks als botanischen Garten wurden auch die fremdländischen Bäume aus der Zeit Weyhes bestens gepflegt.
1980 wurde dem Park ein Schulbiologisches Zentrum angegliedert, das jährlich von 13.500 Schülern als außerschulischer Lernort besucht wird. Die Einrichtung wurde 2016 in das Bildungsforum Schule, Natur und Umwelt überführt, in dessen Neubau auch die Verwaltung des Rombergparks und Vereine Räume erhielten. In dem Haus werden zudem Fachtagungen, Seminare und Vorträge zu den Themen Natur, Umwelt, Artenschutz und Artenvielfalt gehalten.

## Besonderheiten

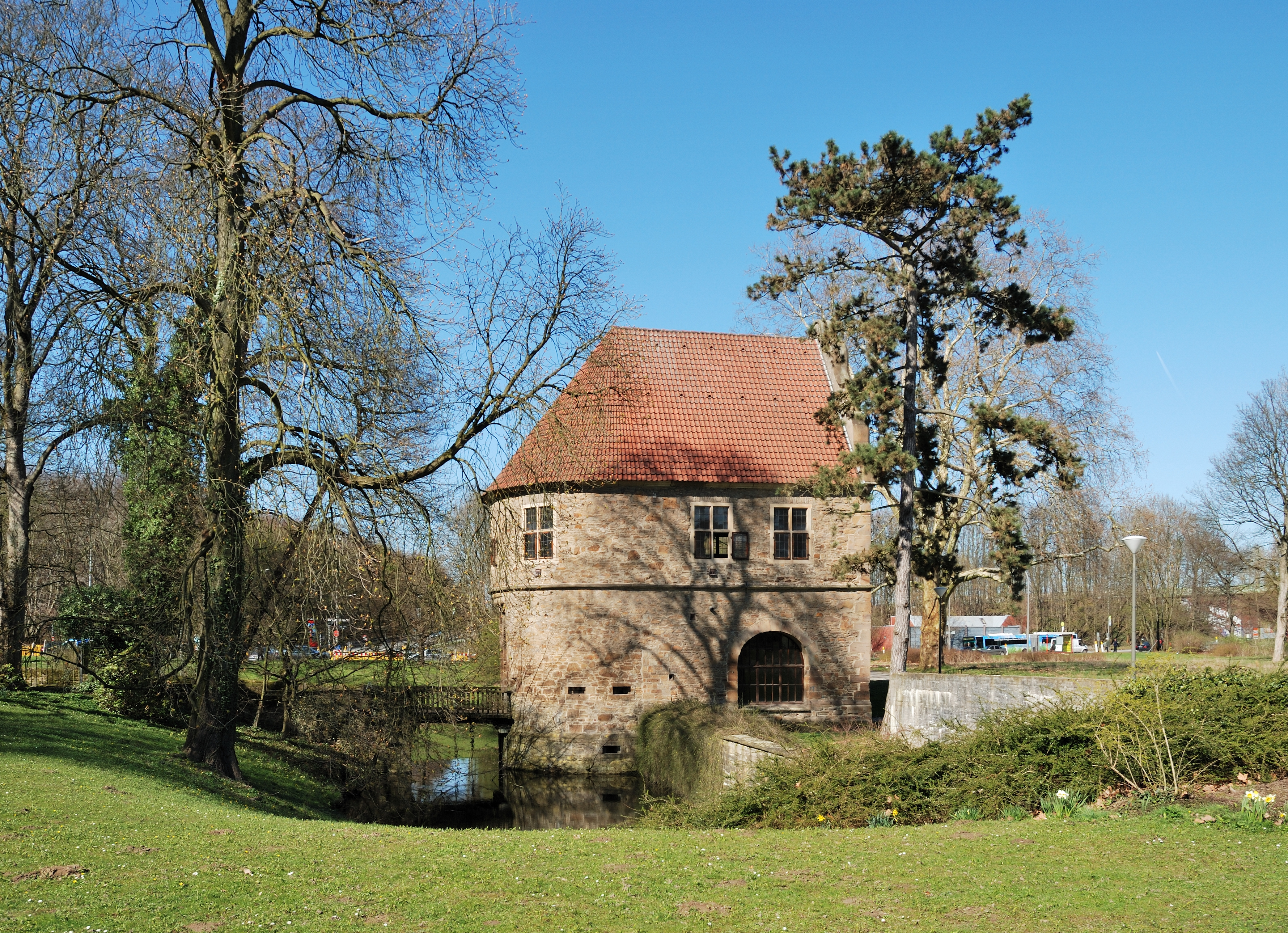
Das erhaltene Torhaus des Schlosses Brünninghausen am Parkeingang 2010

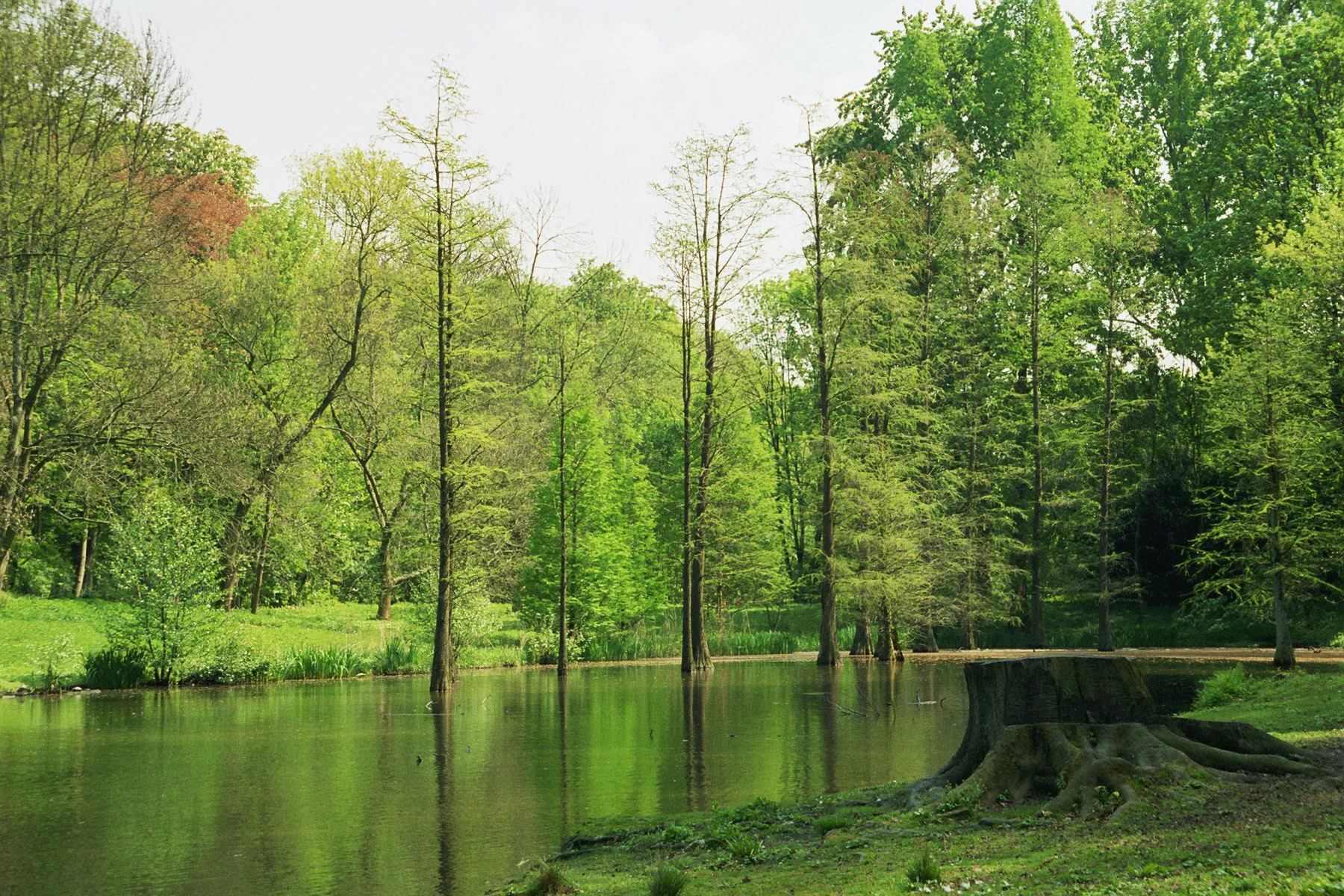
Sumpfzypressen im Rombergpark

Der von der Stadt unterhaltene und ca. 68 ha große Rombergpark im Süden Dortmunds bietet viele botanische Besonderheiten, z. B. eine Süntelbuche, und Pflanzen aus fernen Ländern, z. B. einen chinesischen Taschentuchbaum, benannt nach seinen auffälligen Blüten. Im Wesentlichen ist die Sammlung auf Gehölze beschränkt und wird daher auch Arboretum genannt. Mit den Arboreten erlangte der Botanische Garten Rombergpark weltweite Anerkennung und ließ Dortmund bei Dendrologen bekannt werden. Fachkundige botanische Führungen durch den Garten werden regelmäßig angeboten.
Am nördlichen Eingang des Rombergparks befand sich das Schloss Brünninghausen, nach seinen früheren Eigentümern manchmal auch Wasserschloss Romberg genannt. Von diesem im Zweiten Weltkrieg zerstörten Herrensitz sind heute nur noch das Torhaus Rombergpark und der Eiskeller erhalten. Zwischen Großer Talwiese und dem Teich vor den freigelegten Grundmauern des Schlosses zeigt der Park das typische Bild eines englischen Landschaftsgartens des 19. Jahrhunderts.
Die in diesem älteren Teil des Parks vorhandene Allee aus holländischen Linden wurde nach dem Plan des Düsseldorfer Gartenarchitekten Maximilian Friedrich Weyhe 1822 angelegt. Aus der Zeit vor Weyhes Parkgestaltung stammte die schlitzblättrige Zierform einer Rotbuche (Farnblättrige Buche) von 1805 mit einem Stammumfang von mehr als vier Metern. Dieser älteste Baum im Park wurde bei einem Sturm am 20. Februar 2022 entwurzelt. Über die Bastei am östlichen Teichufer wölben sich Blutbuchen aus der Zeit der Landschaftsgartengestaltung.
Heute dient der ganztägig frei zugängliche Rombergpark vielen Besuchern aus nah und fern zur Erholung. Besonders beliebt ist das Füttern der Eichhörnchen und Meisen im Winter, die dann sehr zutraulich sind. In den Abendstunden wird der beleuchtete Parkweg von zahlreichen Läufern besucht. Unmittelbar angrenzend befindet sich der Zoo Dortmund.

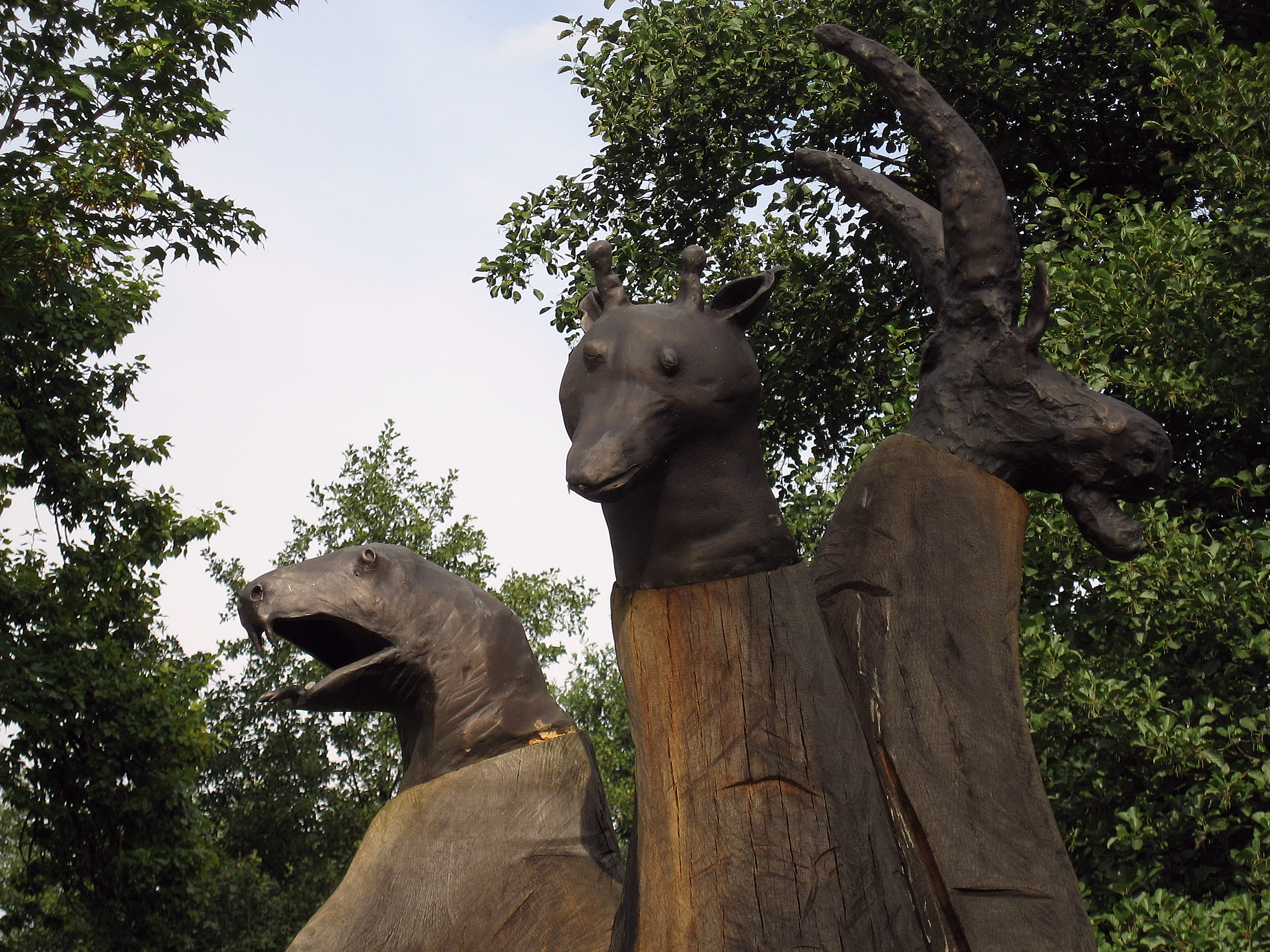
Skulptur Die Zoogucker, Beginn des Skulpturenweges am Eingang des Zoos

Quer durch den Park zieht sich seit 2004 ein Skulpturenweg, der am Eingang des Zoos mit dem Werk Der Zoogucker beginnt. Die Köpfe der Skulptur sind Ergebnis eines Wettbewerbs an Dortmunder Schulen. Die Köpfe von Giraffe, Steinbock und Schlange wurden aus über 100 Schülerarbeiten ausgewählt und in Bronze gegossen. Der Skulpturenweg umfasst neun Stationen, seine überlebensgroßen Figuren wurden von Bernd Moenikes, einem Dortmunder Bildhauer, geschaffen und ermöglichen dem Betrachter durch Kletterseile, Klanginstrumente und Begehbarkeit sinnliche Erfahrungen. Die Skulpturen sind zum großen Teil aus Holz, teilweise auch versetzt mit Stein und Metall.
Im 18. und 19. Jh. wurde Bergbau im Bereich des späteren Parkgeländes betrieben. Im 18. Jahrhundert begann in der Zeche Schligge Steinkohlenabbau durch Stollen im Schliggensiepen nördlich der heutigen Pflanzenschauhäuser. Die Zeche war 1790 bis 1820 stillgelegt, danach wurde bis 1850 nur noch wenig Kohle abgebaut. Im Südosten des Rombergparks unweit des Dortmunder Zoos befindet sich das Mundloch des Erbstollens Christine & Schöndelle.
Im östlichen Bereich des Rombergparks entspringen an einem Berghang eisenhaltige Quellen. Das hier zu Tage tretende Wasser enthält einen hohen Anteil Eisenhydroxide. Das Wasser hat eine Temperatur von ca. neun Grad, was auf einen oberflächennahen Ursprung hinweist. Auch im westlichen Bereich des Parks befindet sich im Rombergsiepen eine Quelle. Das natürliche Siepen erhält kräftigen Zulauf, ebenfalls eisenhaltig, durch zu Tage tretendes Grubenwasser der Zeche Glückaufsegen. Da das Grubenwasser aus tieferen Schichten stammt, beträgt die Temperatur ganzjährig zwischen 13 °C und 15 °C. Die Quellen fließen der Schondelle zu, die den Rombergpark von Süden nach Norden durchfließt. Bereits mit Erreichen des Parks wird ein Teil des Wassers der Schondelle über einen gesonderten Lauf, den Wiesenbach, parallel geleitet und speist im Nordteil des Parks den Schlossteich des einstigen Hauses Brünninghausen. Nördlich des Schlossteichs mündet der Pferdebach von Osten in die Schondelle ein. Er wird innerhalb des Parks zum Sumpfzypressenteich angestaut, der der Kultur der namensgebenden Echten Sumpfzypressen dient. Die Bäume sind mehr als 70 Jahre alt und die gesamte Teichanlage ist als Naturdenkmal geschützt.
Im Rombergpark befindet sich ein 1985 neu angelegter Heilkräutergarten. Hier finden sich Arzneipflanzen sowie Tee- und Küchenkräuter. Der Garten umfasst etwa 400 Pflanzenarten, die nach dem Ordnungsprinzip eines in der Volksmedizin populären Fachbuches sortiert sind. In den Folgejahren wurden die Sammlungsgärten erweitert, eine Clematis-Sammlung aufgebaut und die weltweit größte künstliche Moor-Heide-Anlage geschaffen. In direkter Nachbarschaft des Heilkräutergartens befindet sich ein Lehrbienenstand des Kreisimkervereines.
Eine weitere Besonderheit des Parks sind die gegen Eintritt zugänglichen Pflanzenschauhäuser. Am 17. August 2018 öffnete sich dort gegen 14 Uhr erstmals die Titanenwurz David. Die Hüllblätter des 123 cm hohen Blütenstands wurden vollständig freigegeben. Als kleine Knolle wurde David 2016 von den Botanischen Gärten Bonn an Dortmund gespendet; damals nur so groß wie ein Tennisball.
Der Park ist eingebunden in das European Garden Heritage Network.

## Statistischer Bezirk
Der Rombergpark ist Namensgeber für den umliegenden Unterbezirk des statistischen Bezirks Rombergpark-Lücklemberg. Gewählt wurde der Name, da der Rombergsche Schlosspark weltweit als Botanischer Garten Rombergpark bekannt ist.

## Galerie

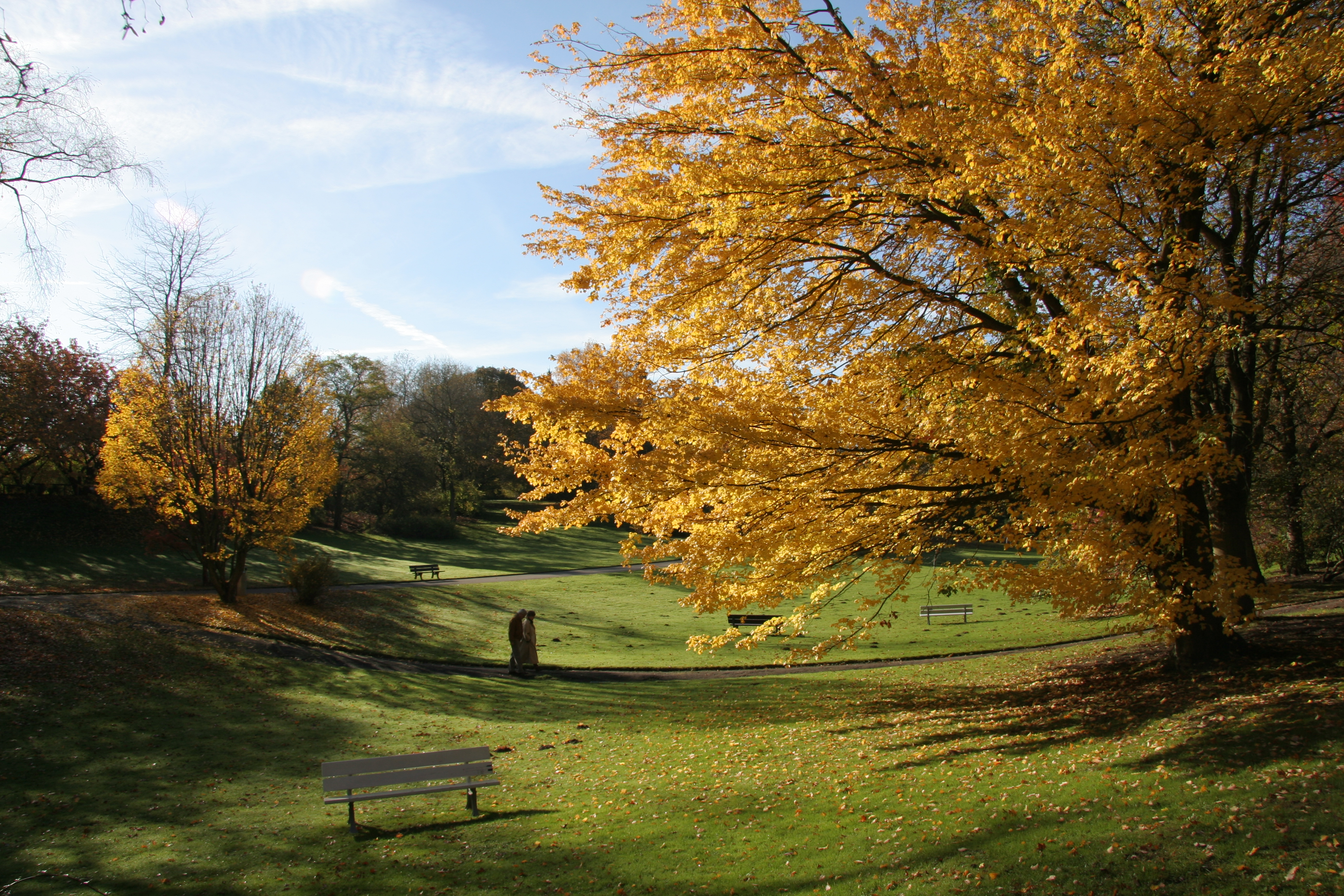
Der Rombergpark im Herbst 2007
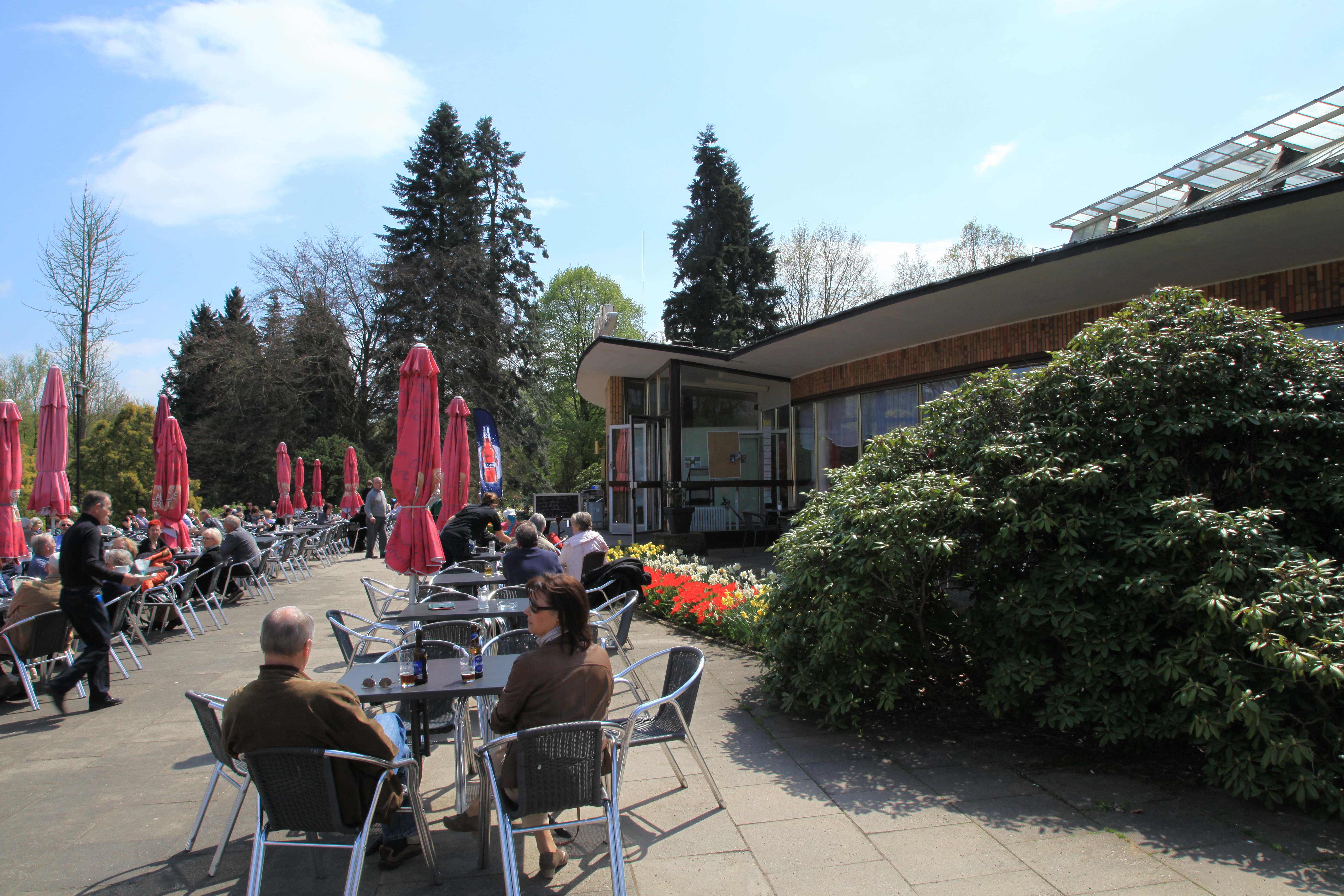
Café-Terrasse im Park
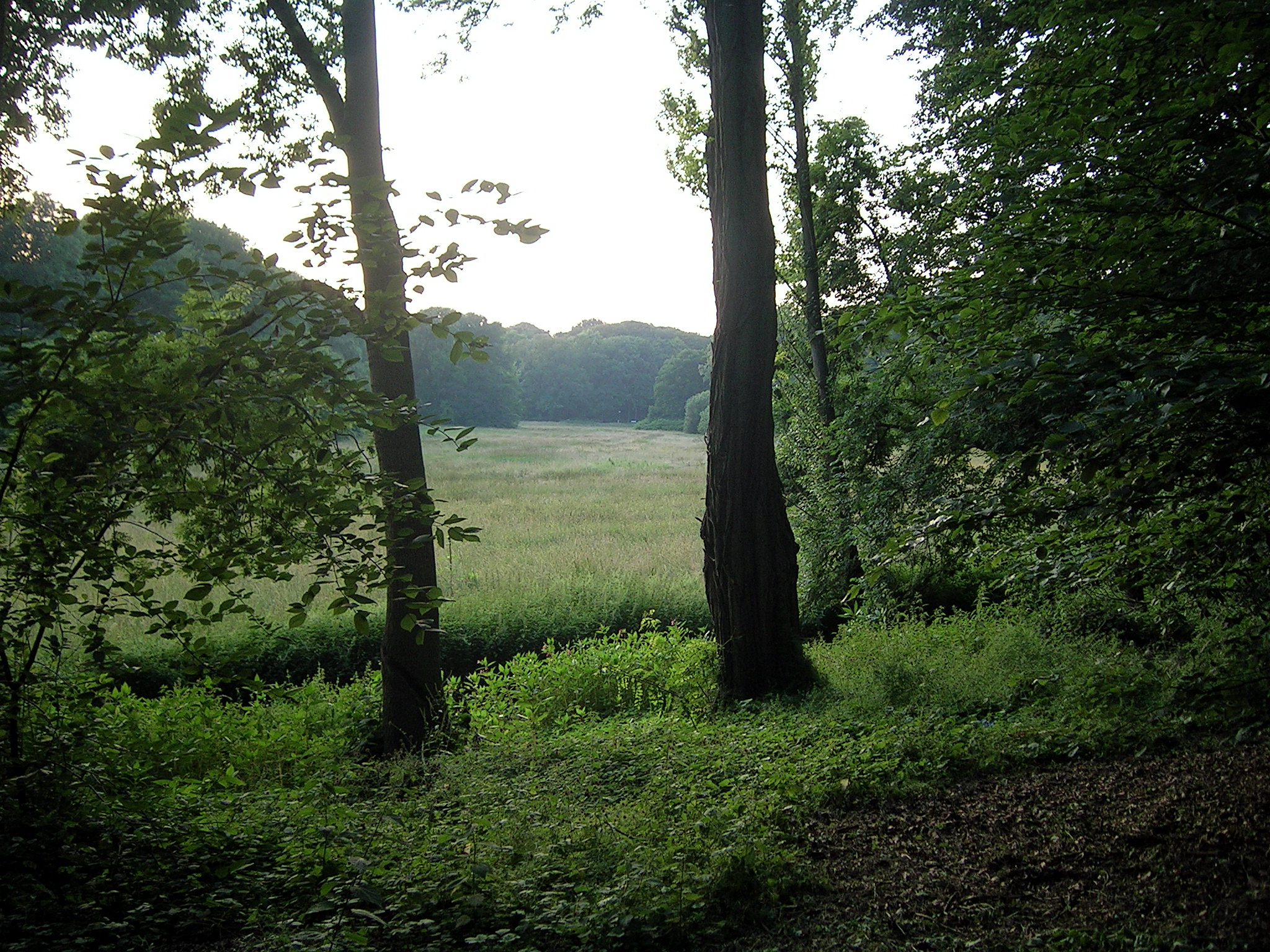
Zentrale Wiesenlandschaft mit dem Bachbett der Schondelle
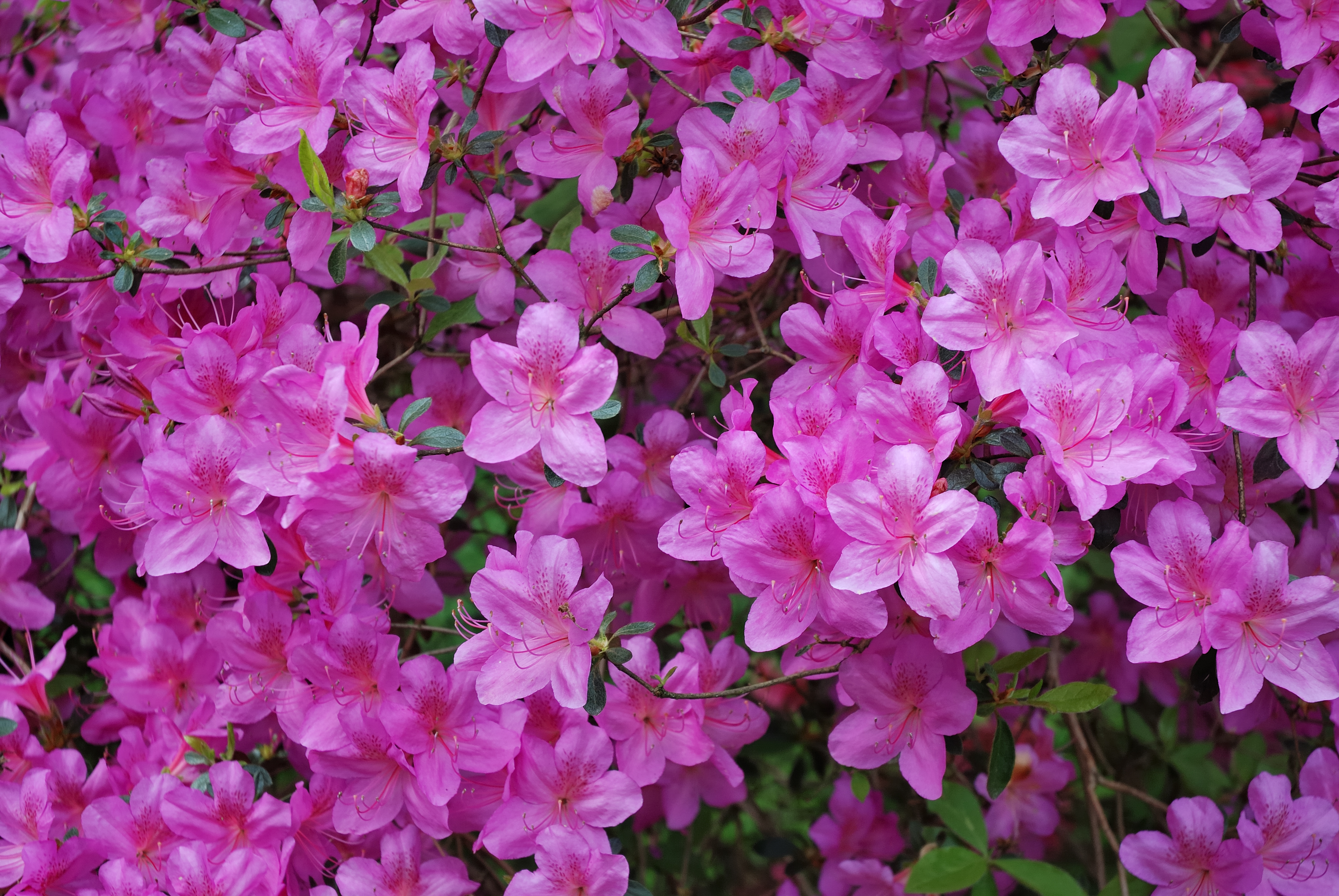
Blühende Azalee im Frühling 2010
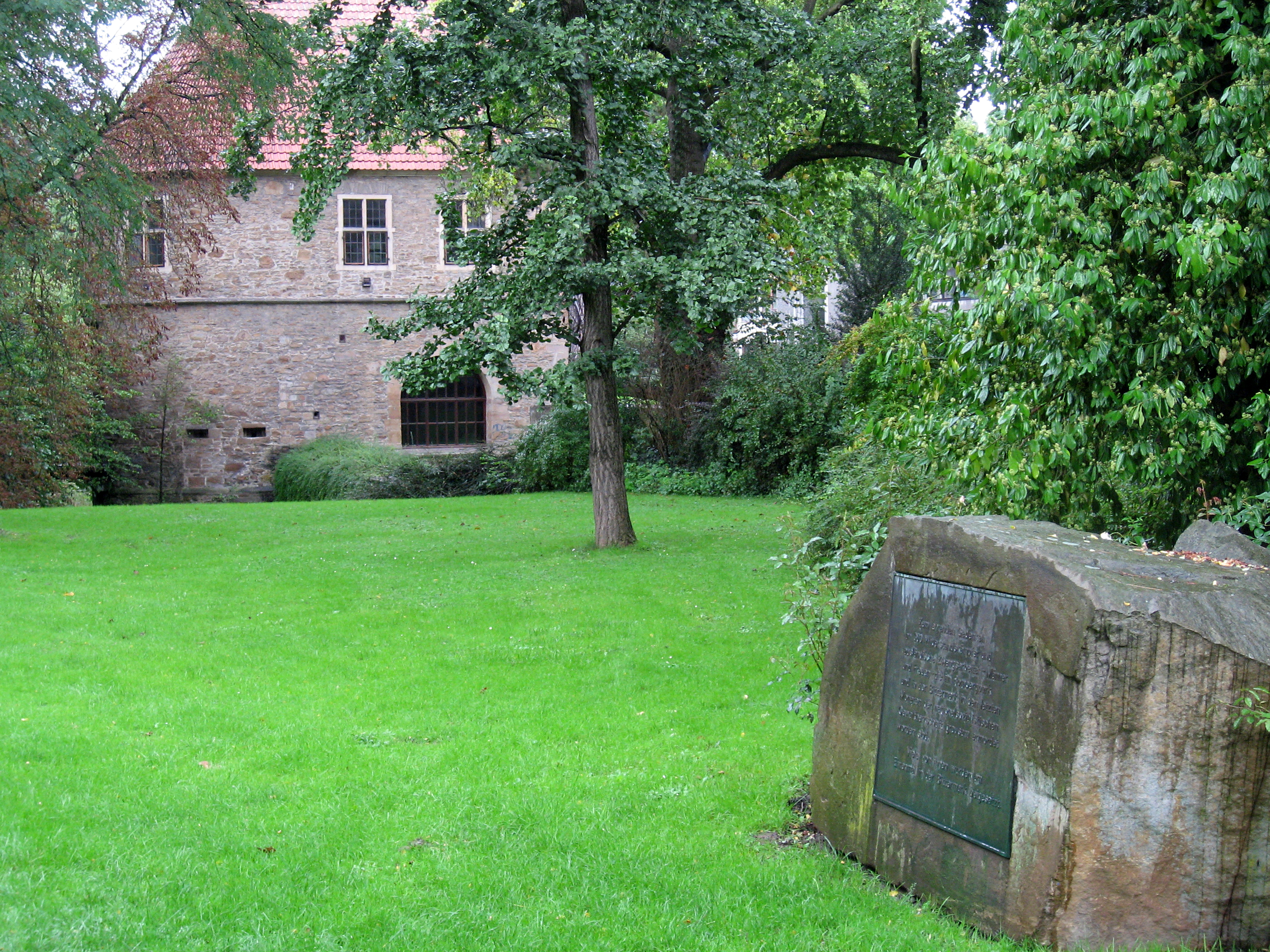
Torhaus, im Vordergrund Gedenkstein für NS-Opfer
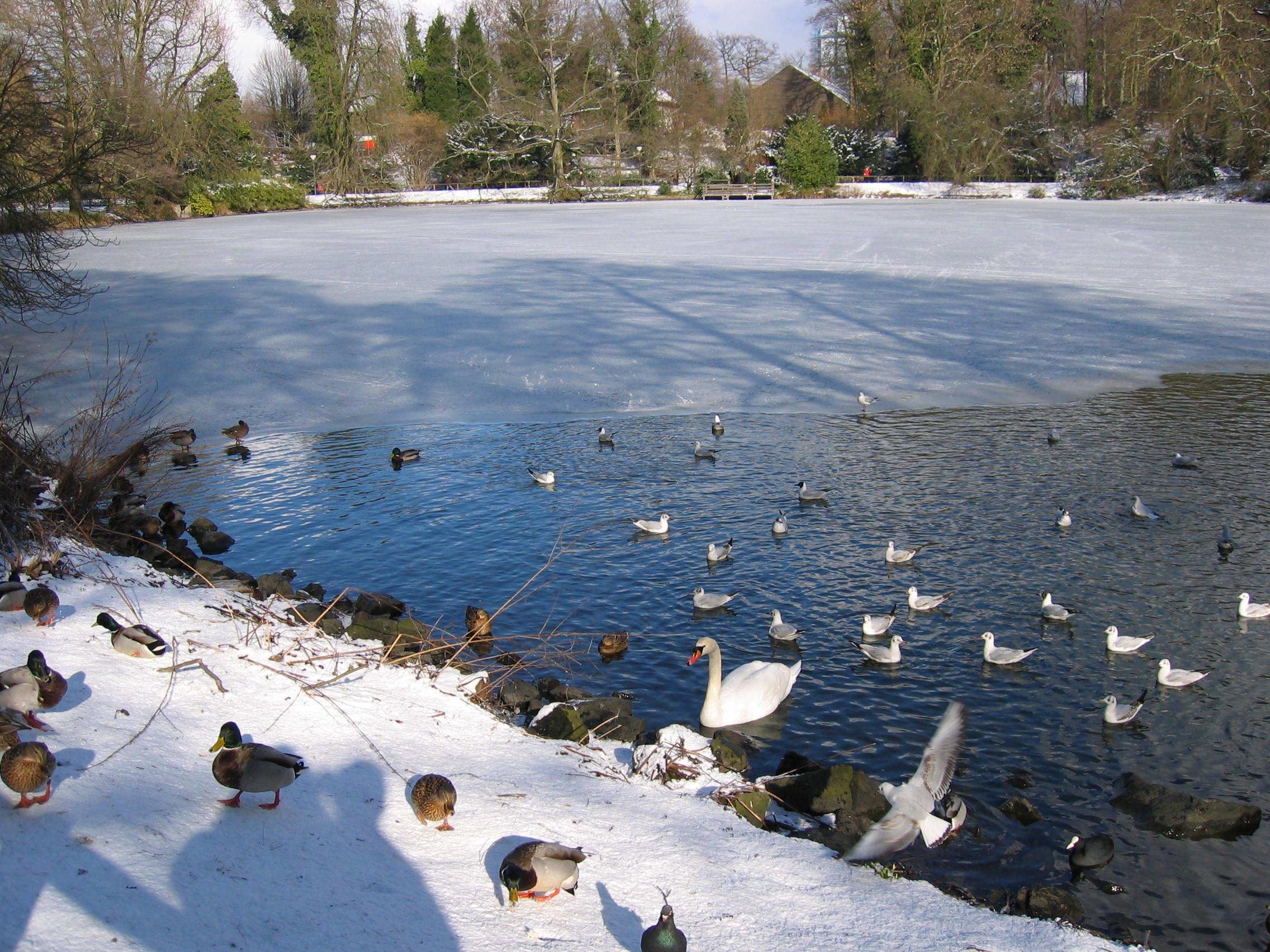
Winterlicher See im Rombergpark
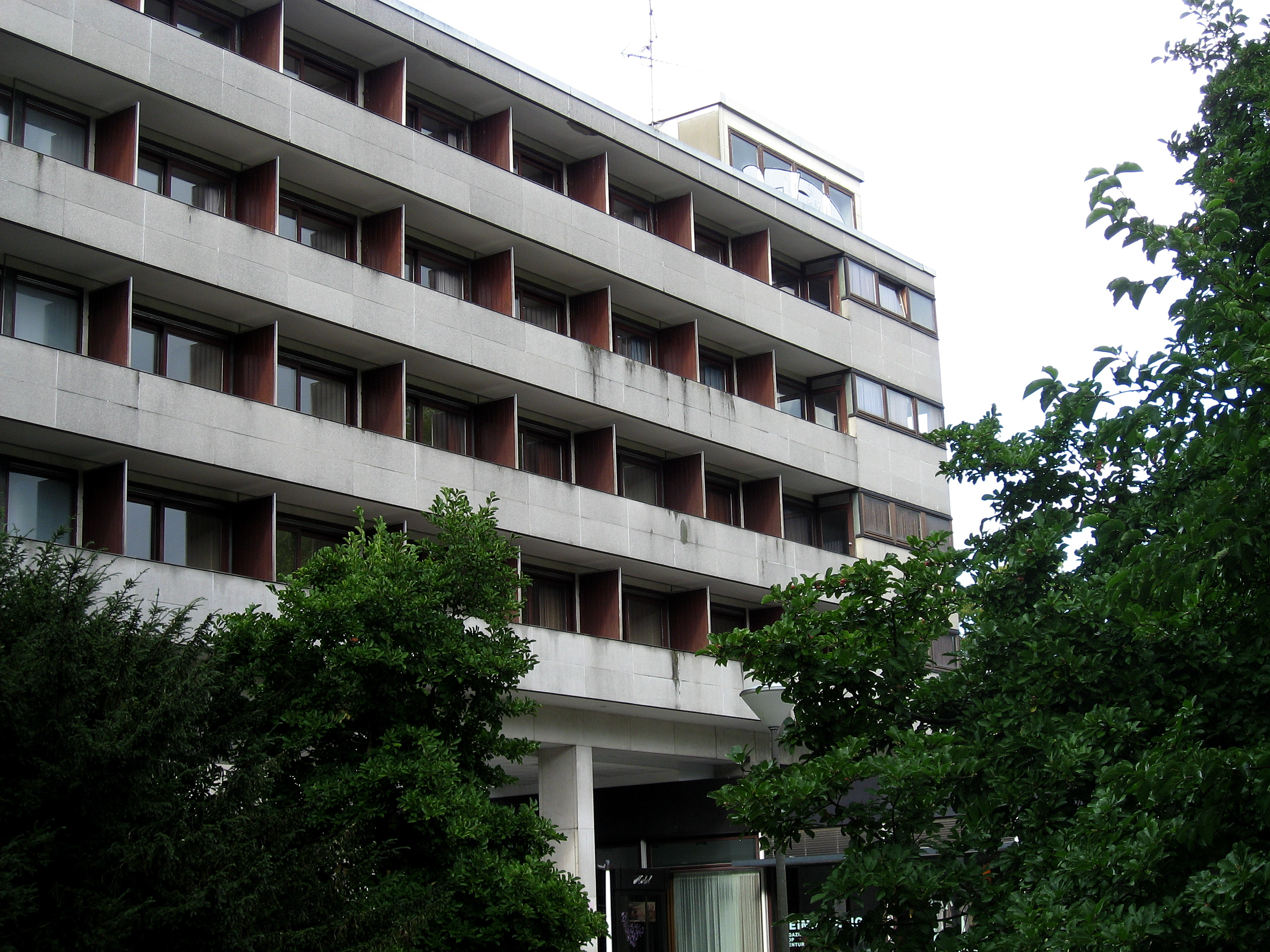
50er-Jahre-Architektur, Hotel Rombergpark vor dem Abriss
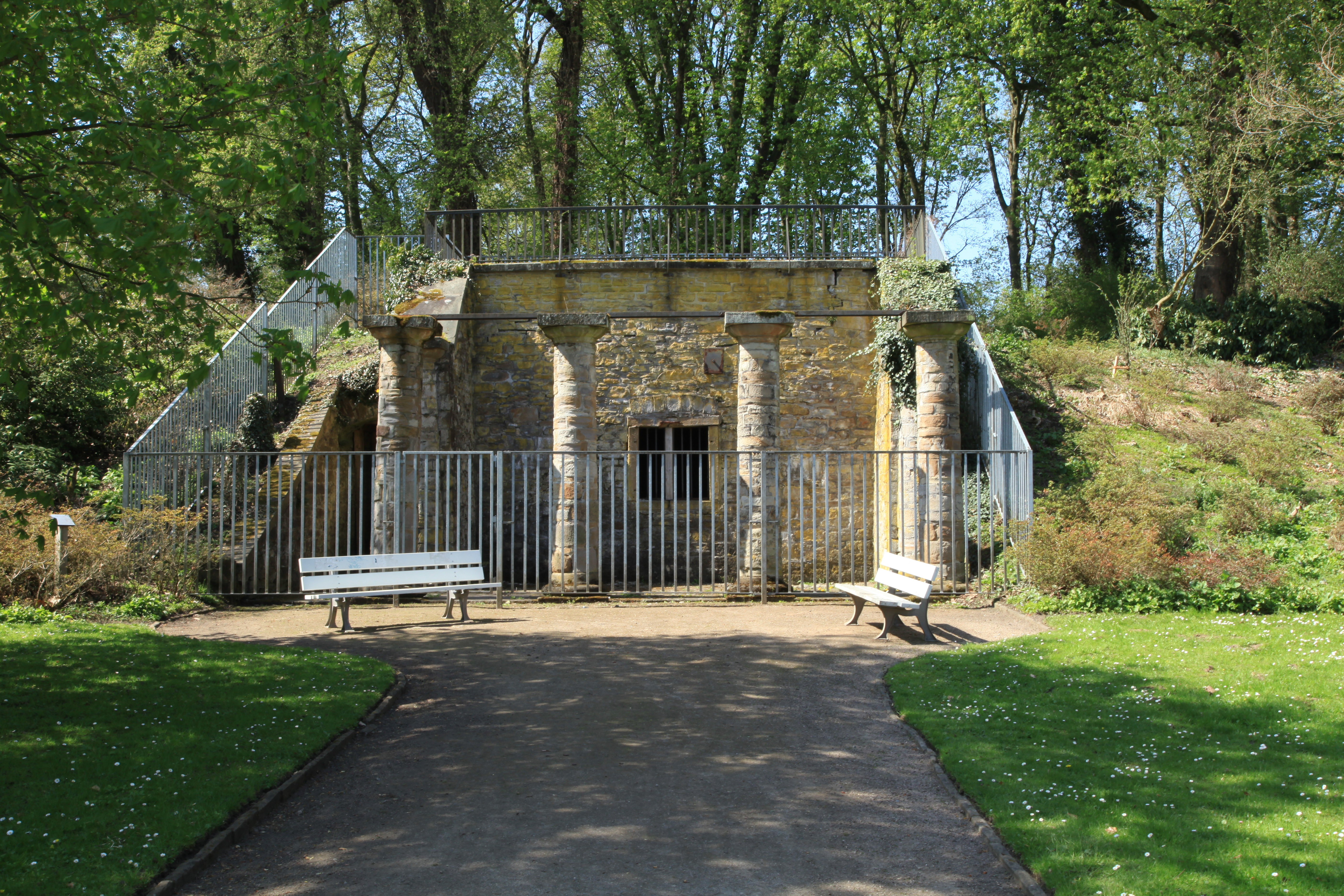
Der Eiskeller mit dorisierenden Säulen
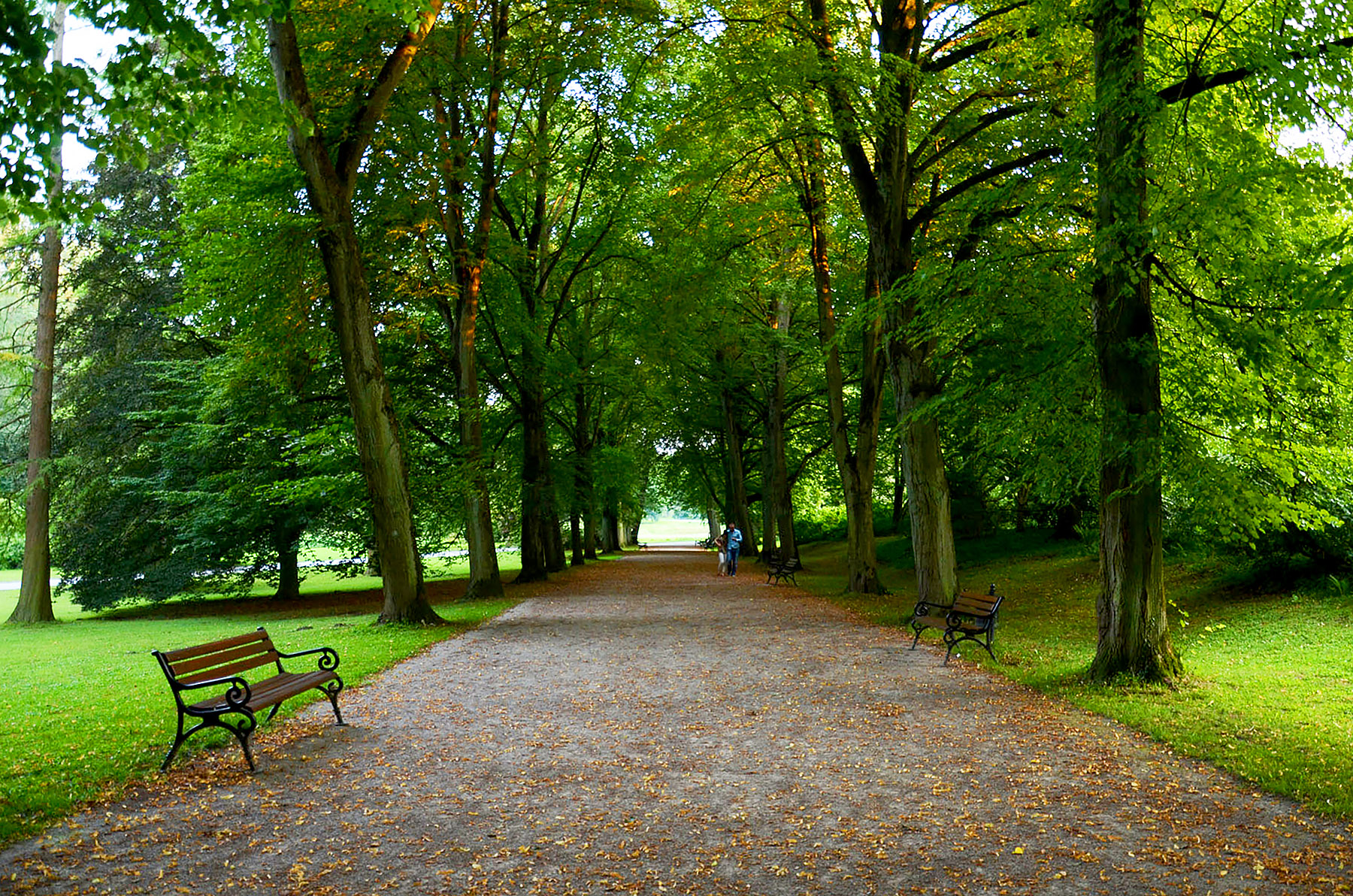
Perspektiv-Spiel: die Lindenallee von 1822 verjüngt sich, die Talwiese scheint ferner
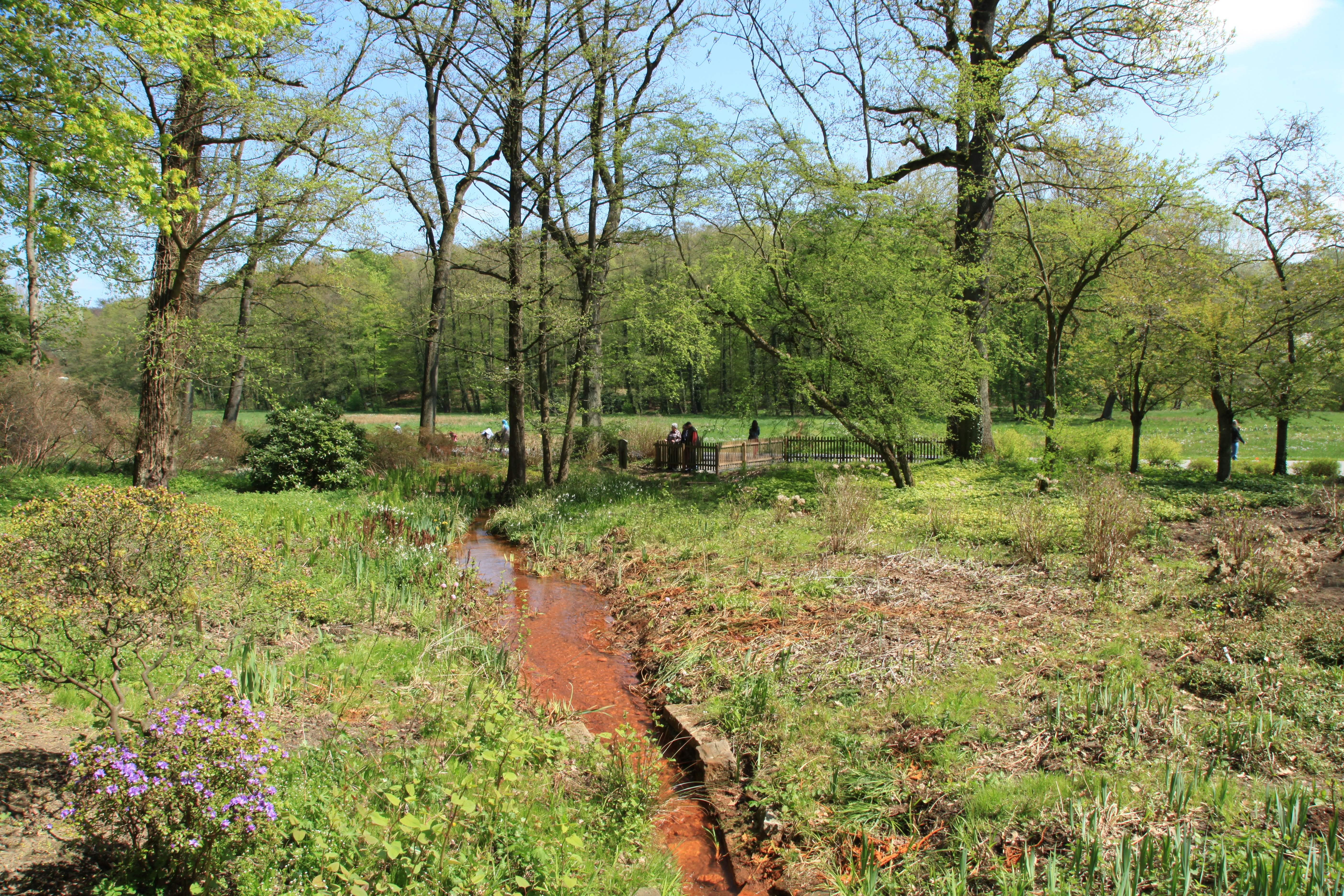
Frühling im Rombergsiepen
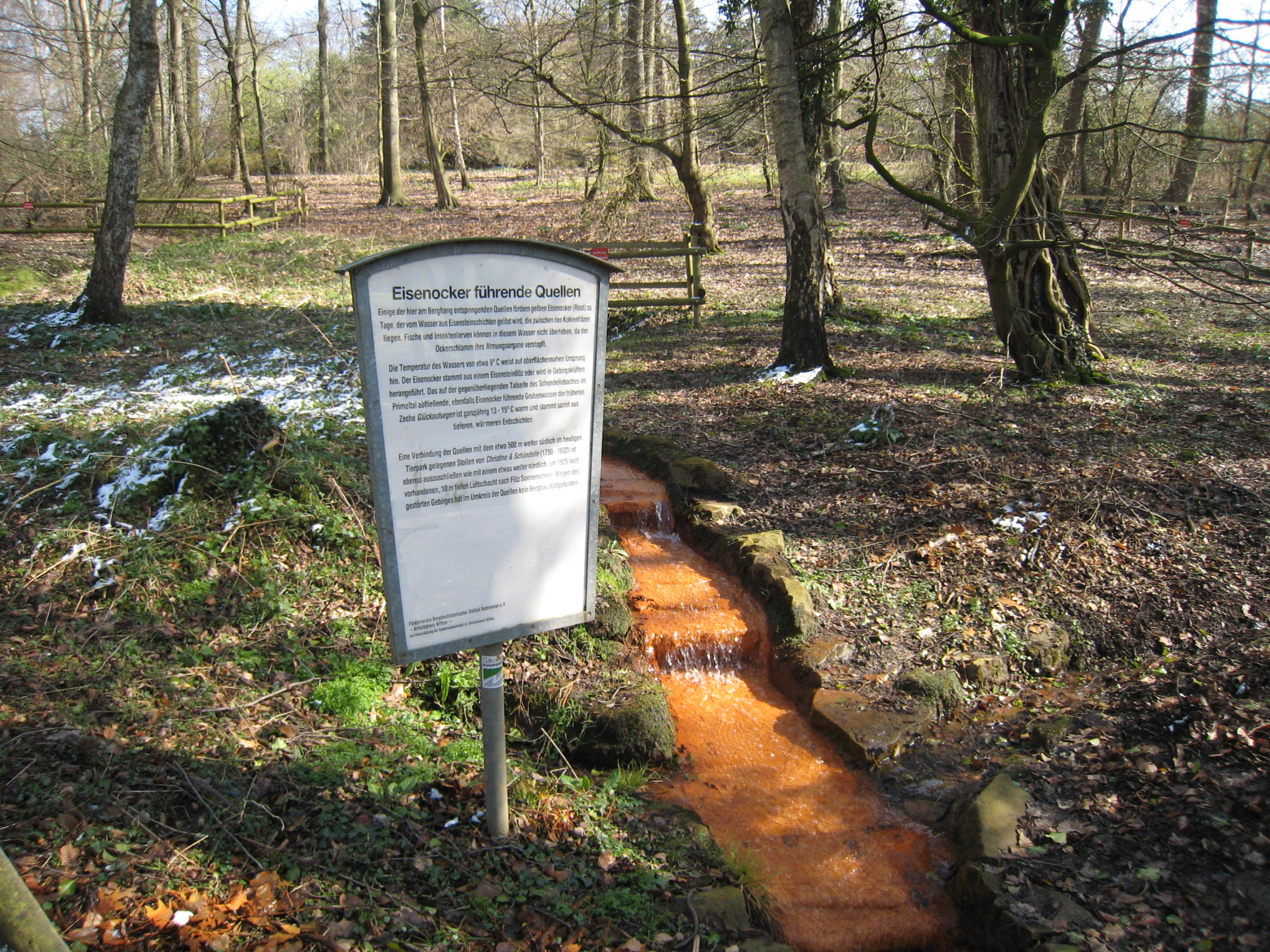
Eisenocker führende Quellen im östlichen Rombergpark
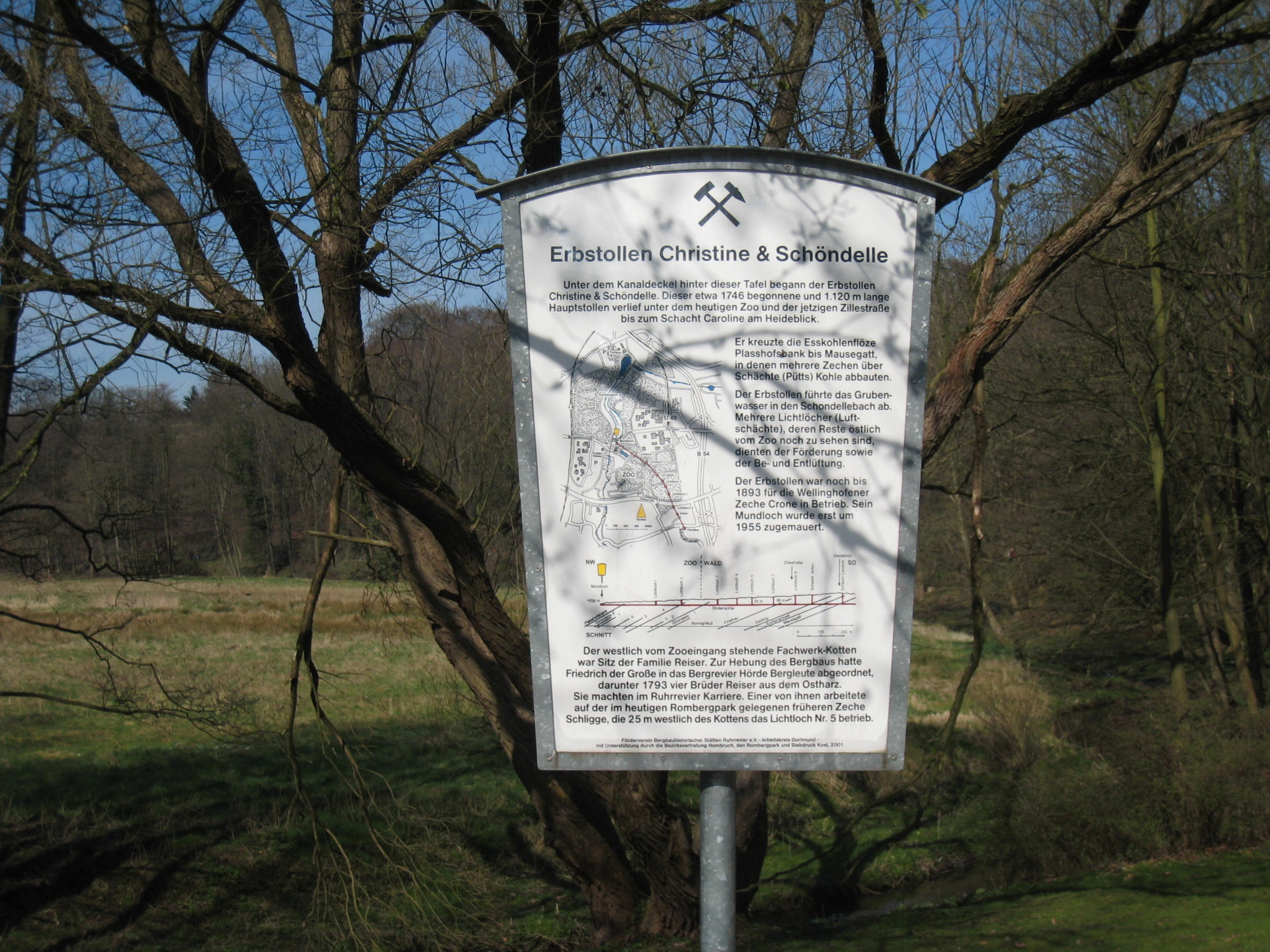
Informationstafel Erbstollen Christine & Schöndelle